# تيد بيري
تيد بيري (4 يونيو 1972 في الولايات المتحدة - ) (بالإنجليزية: Ted Berry)‏ هو لاعب كرة سلة أمريكي في مركز هجوم خلفي. لعب مع Palencia Baloncesto ‏.

## وصلات خارجية
- تيد بيري على موقع بروبوليرز (الإنجليزية)